# ロメオとジュリエット (ベルリオーズ)

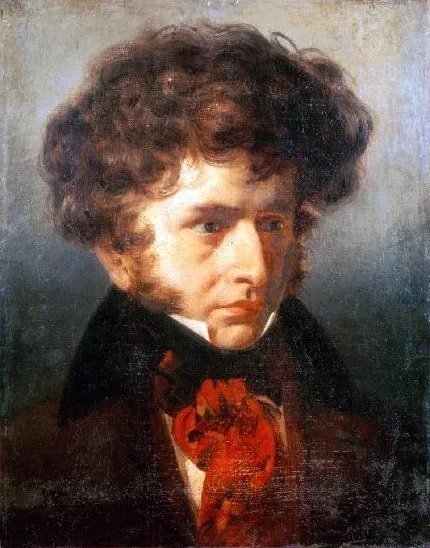
エミール・シニョル(Émile Signol)による若きベルリオーズ, （1832）

劇的交響曲『ロメオとジュリエット』（Roméo et Juliette）作品17（H.79）はエクトル・ベルリオーズが作曲した交響曲。「合唱、独唱、および合唱によるレチタティーヴォのプロローグ付き劇的交響曲」（symphonie dramatique）と銘打っている通り、大編成のオーケストラに独唱、合唱をともなう大規模な作品である。シェイクスピアの悲劇『ロメオとジュリエット』を題材とする。

## 概要

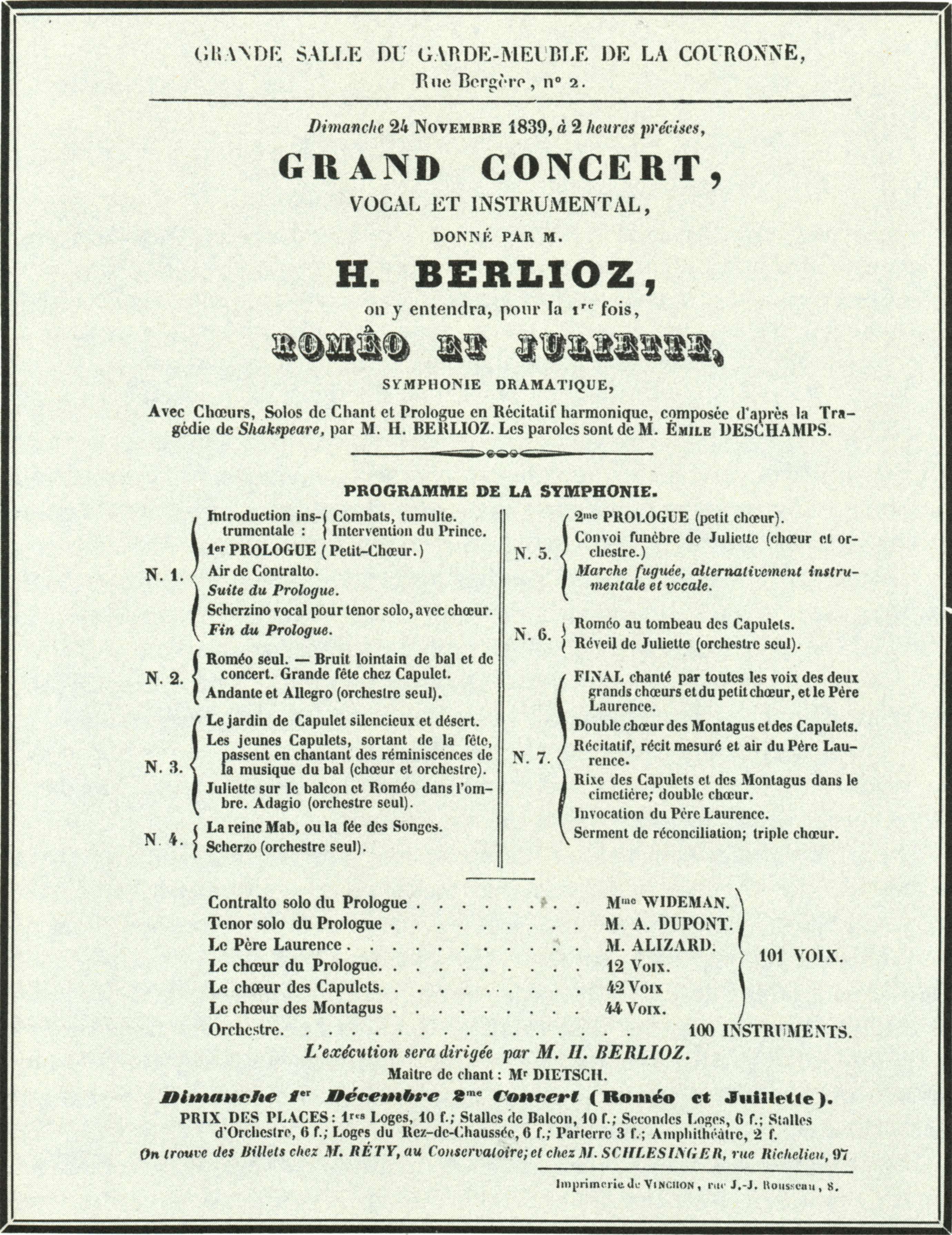
劇的交響曲『ロメオとジュリエット』初演当時の公演チラシ

1839年に作曲され、同年11月24日にパリ音楽院のホールにおいてベルリオーズ自身の指揮で初演され、成功を収めた。その後、7年かけてベルリオーズは改訂を加えて現行版とした。
歌詞はフランス語で、最初にベルリオーズ自身がシェイクスピアの戯曲に基づいて散文で執筆し、詩人エミール・デシャン（Émile Deschamps）が韻文に改めたものである。この作品の「様式」について、ベルリオーズ自身は「声楽が多用されているものの、この作品のジャンルは、コンサート・オペラでも、カンタータでもなく、紛れもなく合唱付き交響曲である」と、楽譜に記している。
音楽学者ヴォルフガング・デームリング（Wolfgang Dömling）によれば、ベルリオーズは『幻想交響曲』、『レリオ』、『イタリアのハロルド』といった作品で交響楽に演劇性を取り入れたが、この『ロメオとジュリエット』も、その一つに挙げられている。また、ベートーヴェンの第9交響曲の演奏形態が踏襲されているとも捉えうるが、『ロメオとジュリエット』においては、規模や様式がさらに自由に拡大されており、その様相は多様性を極めている。管弦楽による標題音楽的な描写(第2部、第6部)、オラトリオやグランド・オペラを思わせる終曲、歌曲を思わせるストローフ、合唱による演劇的な語り、など、作品全体に様々な様式が散りばめられており、この作品の独創性を高めている大きな要素となりえている。
実際に声楽が用いられるのは、第1部と第4部の｢ジュリエットの葬送｣およびフィナーレである。残りの部分は作曲者が自由に情景を取捨選択し、標題音楽として、器楽のみで表現される。声楽が用いられる際も、ロメオ役、ジュリエット役、といった中心的な登場人物は登場せず、物語の語り手を兼ねる小規模の合唱、コントラルト、テノール、キャピュレット家とモンタギュー家の大規模な合唱、ロランス神父、といった周辺的な人々の視点を交えながら音楽は進行していく。テオフィル・ゴーティエは、このような側面を、詩的ファンタジーが支配する「理念的な舞台」と形容し、書割りもコスチュームも必要としない、と述べている。
リヒャルト・ワーグナーは、この作品に多大な感銘を受けた。彼は1839年、パリにおける初演を聴いた際、次のように記している。「思いきったコンビネーションが、息をのむほど大胆な幻想と、鮮烈なまでに精緻な表現をともなって、まるで手に取るようにはっきりと私めがけて押し寄せてきたので、音楽や文学に対して私がいだいていたイメージなどは情け容赦なく蹴散らされ、すごすごと胸の奥に退散してしまった。私は全身を耳にして、これまで想像だにしなかったものを聴き、何とかそれを理解しようとつとめた」。また、第３部「愛の場面」については「今世紀における最も美しいフレーズ」と激賞する一方で、交響曲全体における構成上の不連続性を「全く素晴らしい旋律の間に屑の山が積みあげられている」とも批判しているが、ともかくワーグナーは『タンホイザー』、『トリスタンとイゾルデ』といった作品で、ベルリオーズの音楽語法から多大な影響を受けることとなった。そして後に「親愛にして偉大な《ロメオとジュリエット》の作曲家に《トリスタンとイゾルデ》の作曲家が感謝をもって捧げる》」と記し、『トリスタンとイゾルデ』をベルリオーズに献呈した。
『幻想交響曲』の頃よりすでに顕著だった斬新な管弦楽法は、本作で目覚しい効果を挙げている。特に第4部「マブの女王のスケルツォ」において作曲者は、名人芸的なパッセージを当時のナチュラル・ホルンに要求している。こうした演奏効果を完全に実現するのは、そうした当時の楽器では難しく、演奏法の観点からしても難易度の高い作品だったことがうかがえる。また「マブの女王のスケルツォ」で用いられるアンティーク・シンバルは、ベルリオーズがイタリア滞在中の1831年、ポンペイからの出土品を見かけたことがきっかけで取り入れられた。
そのほか、前衛性が際立っている部分としては、第6部「キャピュレット家の墓地におけるロメオ」を挙げることができる。ここではフェルマータを伴った全休譜による頻繁な休止、一時的に無調を思わせるかのような和声、強弱の突発的な変化、断片的で意外性に富んだ構成など、当時としては実験的ともいえる響きが頻発する。この第6部に関して、作曲者は「精選された聴衆の前で演奏されるのでなければ省略されなければならない」と語っている。また、エリアフ・インバルは「ジュリエットの死の場面の休止はウェーベルンの前兆を示している」と述べている。
その長大さと編成の大規模さのため、抜粋で（主として管弦楽のみの部分が）演奏される場合もしばしばある。

## 楽器編成
ピッコロ1、フルート2、オーボエ2（1人はコーラングレ持ち替え）、クラリネット2、ファゴット4、ホルン4、トランペット2、コルネット2、トロンボーン3、チューバ、オフィクレイド（またはチューバ）、ティンパニ2対、大太鼓、シンバル、アンティーク・シンバル、トライアングル2、タンブリン2、ハープ2、弦五部（第1ヴァイオリン、第2ヴァイオリン各15以上、ヴィオラ10以上、チェロ14以上、コントラバス9以上）、アルト独唱、テノール独唱、バス独唱、合唱84人以上

## 構成
全体は大きく7部からなる。演奏時間は約1時間33分。
第1部「序奏」　
- 争い、騒動、領主の仲裁：管弦楽のみ
Allegro Fugato
モンタギュー家とキャピュレット家の対立を描くヴィオラの主題が、次々に他の楽器によって対位法的に受け継がれ、トゥッティに至るまで重ねあわされたのち、ホルン、トロンボーン、オフィクレイドによるユニゾンで奏される「領主の仲裁」（「威厳をもって、すぐに少し遅く、レチタティフ風に」）の音楽へと移る。
- プロローグ：コントラルトと小合唱「眠っていた古い憎しみが」
Moderato - Allegro - Moderato - Andante con molto ed appassionato assai
朗誦風の合唱が、物語のあらすじを語る。後に登場する「ロメオひとり」「キャピュレット家の饗宴」「愛の場面」の主要テーマが、木管と弦楽器によって提示される。
- ストローフ：コントラルト「忘れようがない、はじめての熱狂よ」
Andante avec solennite
コントラルトがハープの伴奏とともに、ロメオとジュリエットの愛を、次の一節を含んだテクストを歌って讃える。「初恋よ、お前はどんなポエジーよりも高く舞い上がるのではないだろうか？あるいはお前は、人間の世界へ追放されたポエジーそのものではないのか、シェイクスピアひとりがその最高の秘密を知り、天国へ連れて行ってしまったポエジーでは？」
- レチタティーフとスケルツェット：
  - テノールと小合唱「まもなくロメオは物思いに沈んで」
Moderato - Allegro mesure
  - テノールと小合唱「マブよ、夢のお遣い」
Allegro leggiero
テノール・ソロが幽玄な管弦楽法に乗って「夢の使いマブ」の悪戯を軽やかに歌う。
  - 小合唱「やがて死が統べ括り」
Andante　
合唱が、ロメオとジュリエットの死と、両家の和解を予言する。

第2部
管弦楽のみ
- ロメオただ一人、哀しみ、遠くから聞こえてくる音楽会と舞踏会、キャピュレット家の饗宴
Andante malinconico e sostenuto - Allegro - Larghetto espressivo - Allegro
ヴァイオリンの半音階的な旋律によって開始され、『幻想交響曲』第3楽章「野の風景」とも通ずる田園的な音楽によってロメオの孤独を描く。「遠くから聞こえてくる音楽会と舞踏会」では、次の「饗宴」で繰り返されるリズム動機がティンパニとタンバリンの最弱音により繰り返される。チェロのピツィカートによって伴奏されるオーボエ・ソロの旋律は、ローマ賞受賞作「サルダナパルの死」（1830年。後に破棄）から転用されたものである。テンポを速め、キャピュレット家での「饗宴」の音楽が華やかに始まる。ヴァイオリンによって提示された主題は、やがて「遠くから聞こえてくる音楽会と舞踏会」の主題と、華麗に組み合わされる。「二つのテーマの再統一、ラルゲットとアレグロの再統一」と作曲者により記されたこの手法は、『幻想交響曲』第五楽章（「怒りの日」と「魔女のロンドの主題」が同時に奏でられる）や、『イタリアのハロルド』第3楽章、歌劇『べンヴェヌート・チェッリーニ』序曲においてもみられる。音楽学者デームリングは、ここにおける「キャピュレット邸での華やかな饗宴をあらわす渦巻くような音楽と、そこから締め出されたロメオをあらわす、暗鬱なまでにテンポの遅い旋律の組み合わせ」を「二重性格（ドゥブル・キャラクテル）」の原理として解説している。

第3部「愛の場面」
管弦楽のみ
- 静かに晴れた夜 - 音も人影もないキャピュレット家の庭 - キャピュレット家の若者たちが、宴の間を出て、舞踏会の音楽を思い思いに口ずさみながら通り過ぎる。
Allegretto
饗宴の余韻を味わいながら家路を行く、キャピュレットの若者たちの口ずさむ歌。「それでは、キャピュレット家の方々、ごきげんよう！紳士諸君、さようなら！ああ！なんと素晴らしい夜」
- 愛の場面
Adagio - Animato - Allgro agitato - Adagio
交響曲全体の緩徐楽章に相当し、有名なバルコニーのシーンが管弦楽によって描かれる。息の長い主要主題がホルンとヴィオラのユニゾンにより提示され、レチタティーボ風の楽想や、自由な変奏を経ながら何度も現われ、次第に高揚していく。

第4部　「愛の妖精の女王マブ」
管弦楽のみ
- スケルツォ
Prestissimo - Allegretto - Tempo I un poco piu presto - Prestissimo - Presto, ancora piu animato　
作曲者の管弦楽法の創意工夫が顕著な、軽やかで急速なスケルツォ楽章。アンティーク・シンバルが登場する部分におけるクラリネットの音型は、合唱曲「亡霊の踊り」(1829)からの転用であり、歌劇『ベンヴェヌート・チェッリーニ』（1838年原典版）においても転用されている。

第5部　「ジュリエットの葬送」
- キャピュレット家の合唱「花を撒け、みまかれる処女のために!」
Andante non troppo lento
チェロによる長大なフガート主題が、他の楽器へと次々に受け継がれる。背後で合唱がジュリエットの葬送を歌う（「永遠の眠りについた乙女のために花を撒け！われらが愛する妹を墓へ送ろう！」）。全体にわたってE音が、印象的に反復される。

第6部　「キャピュレット家の墓地におけるロメオ」
管弦楽のみ
- 祈り、ジュリエットの目覚め、忘我の喜び、絶望、いまはの苦しみと愛しあう二人の死
Allegro agitato e disperato - Allegro vivace ed appassionato assai - L'istesso tempo, un poco animato
激しく急速な楽想と、緊張感に静まりかえったような楽想とが頻繁に移り変わり、サブタイトルに記された「忘我の喜び、絶望、いまはの苦しみと愛しあう二人の死」を闊達に描写する。クラリネットソロによる調性感の希薄な断片的な旋律や、フェルマータを伴う全休止が多用された、極めて劇的なコントラストに富んだ楽章である。

第7部　「終曲」
- 人々は墓地に駆けつける：モンタギュー家の人々の合唱「何だと! ロメオが戻った! ロメオが!」　
Allegro - Molto piu Lento
金管楽器のフォルテと、弦楽器のピアニシモが同時に導入する特徴的な開始。モンタギュー家、キャピュレット家、両家の合唱が初めて同時に登場し、ロメオとジュリエット、二人の死に衝撃を受ける。
- ロランス神父のレチタティーフとアリア：ロランス神父と合唱「わたしが不思議をといて進ぜよう」
Allegro non troppo - Allegro - Un poco meno allegro - Andantino
ロランス神父が、許されない愛に苦しむジュリエットを助けるために薬を飲ませて、死を装ったこと、ジュリエットが亡くなったと勘違いしたロメオが傷心のあまり自ら命を絶ったこと、目を覚ましたジュリエットが後を追って旅立つこととなった顛末を説明する。
- ロランス神父と合唱「かわいそうな御子たちを悼んでわたしは泣く」 
Larghetto sostenuto - Allegro non troppo - Andante maestoso
神父は二人の死を憐れむアリアを歌う。そして「天上においてわが懲罰を免れんと思えば、みずからの怒りを忘れよ」という神の声を聞くよう訴える。
- キャピュレット家とモンタギュー家の口論：合唱「だが私たちの血が彼らの剣を赤く染めている」
Allegro
しかし、第一楽章冒頭「喧騒」の主題が合唱で歌われ、モンタギュー家、キャピュレット家は互いに罵倒しあう。（「奴らはティバルトを殺した！」「それじゃ、メルクーチョを殺ったのは誰だ？」）
- ロランス神父の祈り：ロランス神父、合唱「黙りなさい!」
Allegro - Allegro moderato,una misura eguale a due misure del tempo precedente
「黙りなさい！あれほどの愛を前に、激しい憎悪をぶつけ合うとは？」というロランス神父の声をきっかけとして、両家の合唱はようやく和解のトーンを見せていく。そして、二人の愛の奇跡を讃え合い、その「運命に涙せずにはいられない」と歌う。
- 和解の誓い：ロランス神父、合唱「では誓いなさい。神聖な御印にかけて」
Andante un poco maestoso
そして最後に「両家は未来永劫にわたって、愛と友情の絆を結ぶ」と誓う。「我々は金輪際、遺恨を捨て、永遠の友誼を、皆で誓い合うのだ！」と。ここでは、小合唱（3声）、キャピュレット家の合唱（3声）、モンタギュー家の合唱（3声）、計9声の合唱と、ロランス神父、全管弦楽（ハープを除く）が加わり、荘厳な音響をもって、全曲を結ぶ。

## 主な録音・録画
| 年   | 配役 テノール・ソロ コントラルト・ソロ ロランス神父                            | 指揮者 管弦楽団および合唱団                                                                                    | レーベル                                       |
| ---- | ------------------------------------------------------------------------------ | --- | ---------------------------------------------- |
| 1947 | ジョン・ガリス グラディス・スウォーサウト ニコラ・モスコーナ                   | アルトゥーロ・トスカニーニ NBC交響楽団 NBC合唱団                                                               | CD: RCA ASIN: B000003EX4                       |
| 1953 | レスリー・チャペイ マーガレット・ロッジェーロ イー・クウェイ・シェ             | シャルル・ミュンシュ ボストン交響楽団 ニュー・イングランド音楽院合唱団                                         | CD: BMG ASIN: B000K2QKT8                       |
| 1960 | ベノ・ブラフト ヴェラ・クリロヴァー ラディスラフ・ムラース                     | ロリン・マゼール チェコ・フィルハーモニー管弦楽団 チェコ・フィルハーモニー合唱団                               | CD: Radioservis ASIN: B008EP7BRS チェコ語歌唱  |
| 1961 | チェーザレ・ヴァレッティ ロザリンド・エリアス ジョルジョ・トッツィ             | シャルル・ミュンシュ ボストン交響楽団 ニュー・イングランド音楽院合唱団                                         | CD: BMG ASIN: B000059O9V                       |
| 1962 | アンドレ･テュール レジーナ・レズニック デイヴィッド・ウォード                  | ピエール・モントゥー ロンドン交響楽団 ロンドン交響合唱団                                                       | CD: WESTMINSTER ASIN: B00005GT8O               |
| 1968 | ロバート・ティアー パトリシア・カーン ジョン・シャーリー＝カーク               | コリン・デイヴィス ロンドン交響楽団 ジョン・オールディス合唱団                                                 | CD: PHILIPS ASIN: B00000E37K                   |
| 1975 | ジャン・デュピュイ ユリア・ハマリ ジョゼ・ヴァン・ダム                         | 小澤征爾 ボストン交響楽団 ニュー・イングランド音楽院合唱団                                                     | CD: Deutsche Grammophon ASIN: B00PG3UMSQ       |
| 1977 | ミシェル・セネシャル クリスタ・ルートヴィヒ ニコライ・ギャウロフ               | ロリン・マゼール ウィーン・フィルハーモニー管弦楽団 ウィーン国立歌劇場合唱団 フランス国立放送合唱団            | CD: DECCA ASIN: B0000CD7VZ                     |
| 1979 | フランシスコ・アライサ イヴォンヌ・ミントン ジュール・バスタン                 | ダニエル・バレンボイム パリ管弦楽団 パリ管弦楽団合唱団                                                         | CD: Deutsche Grammophon ASIN: B000HYEQAE       |
| 1986 | アルベルト・クピド フローレンス・クィヴァー トム・クラウゼ                     | シャルル・デュトワ モントリオール交響楽団 モントリオール交響合唱団                                             | CD: DECCA ASIN: B00000E38M                     |
| 1986 | ジョン・アラー ジェシー・ノーマン サイモン・エステス                           | リッカルド・ムーティ フィラデルフィア管弦楽団 ウェストミンスター合唱団                                         | CD: Warner Classics ASIN: B001EZ1H16           |
| 1988 | ヴィンソン・コール ナディーヌ・ドゥニーズ ロバート・ロイド                     | エリアフ・インバル フランクフルト放送交響楽団 ケルン放送合唱団 南ドイツ放送合唱団                              | CD: デンオン ASIN: B001HTX2J4                  |
| 1991 | フィリップ・ラングリッジ ハンナ・シュヴァルツ ペーター・メーヴェン             | コリン・デイヴィス バイエルン放送交響楽団 バイエルン放送合唱団                                                 | DVD: Arthaus Musik ASIN: B000EMHA7U 演奏会形式 |
| 1993 | トーマス・モーザー オリガ・ボロディナ アラステア・マイルズ                     | コリン・デイヴィス ウィーン・フィルハーモニー管弦楽団 バイエルン放送合唱団                                     | CD: PHILIPS ASIN: B00000418S                   |
| 1995 | ジャン=ポール・フシェクール キャサリン・ロビン ジル･カシュマイユ               | ジョン・エリオット・ガーディナー オルケストル・レヴォリューショネル・エ・ロマンティック モンテヴェルディ合唱団 | CD: DECCA ASIN: B007FOV0K8                     |
| 1996 | フィリップ・ラングリッジ アンネ・ソフィー・フォン・オッター ジェームス・モリス | ジェイムズ・レヴァイン ベルリン・フィルハーモニー管弦楽団 RIAS室内合唱団 エルンスト・ゼンフ合唱団              | CD: Deutsche Grammophon ASIN: B000001GOS       |
| 1996 | 吉田信昭 伊原直子 田中勉                                                       | 小林研一郎 日本フィルハーモニー交響楽団 ハンガリー国立合唱団                                                   | CD: Canyon ASIN: B00005FR7P                    |
| 1998 | ピョートル・ベチャワ ナディーヌ・ドゥニーズ ペーター・リカ                     | シルヴァン・カンブルラン 南西ドイツ放送交響楽団 オイローパ・コール・アカデミー                                 | CD: Hanssler Faszination ASIN: B000056VCU      |
| 2000 | ケネス・ターヴァー ダニエラ・バルチェッローナ オリン・アナスタソフ             | コリン・デイヴィス ロンドン交響楽団 ロンドン交響合唱団                                                         | CD: LSO LIVE ASIN: B00004TF2S                  |
| 2002 | ケネス・ターヴァー メラニー・ディーナー デニス・セドフ                         | ピエール・ブーレーズ クリーヴランド管弦楽団 クリーヴランド管弦楽団合唱団                                       | CD: Deutsche Grammophon ASIN: B00008NR4P       |
| 2014 | ジュリアン・ベーア マリオン・ルベーグ フレデリック・カトン                     | レナード・スラットキン リヨン国立管弦楽団 コーラス&ソロイスツ・ド・リヨン=ベルナール・テトゥ                   | CD: Naxos ASIN: B07NR8Q6CL                     |
| 2014 | アンドルー・ステイプルズ カティア・ドラゴイェヴィチ アラステア・マイルズ       | ロビン・ティチアーティ スウェーデン放送交響楽団 スウェーデン放送合唱団                                         | CD: Linn Records ASIN: B01JPDX9R8              |
| 2016 | サミュエル・ボーデン ミシェル・ロジエ デイヴィッド・ソアー                     | アンドルー・デイヴィス BBC交響楽団 BBC交響合唱団                                                               | CD: Chandos ASIN: B01IQEGBVS                   |
| 2017 | ニコラス・パン サーシャ・クック ルカ・ピサローニ                               | マイケル・ティルソン・トーマス サンフランシスコ交響楽団 サンフランシスコ合唱団                                 | CD: SFS Media ASIN: B07GW2N5JF                 |